# وليام وادل
وليام وادل (بالإنجليزية: Willie Waddell)‏ (من مواليد 7 مارس 1921 وتوفي في 14 أكتوبر 1992) هو لاعب ومدرب كرة قدم اسكتلندي سابق، درب العديد من الأندية الأوربية.
كان أبرزها نادي رينجرز والذي فاز معه بلقب كأس الكؤوس الأوروبية في عام 1972.

## مسيرته الكروية
لعب وليام وادل خلال مسيرته الاحترافية مع نادِ واحدٍ في أحد عشر موسمًا وسجل خلالها 39 هدفًا ضمن 191 مباراة. حيث فاز في أربعة مواسم بالكأس وفي خمسة مواسم بالدوري.
خاض وليام وادل مسيرته مع نادي رينجرز في موسم 1938–39 ليلعب معه أحد عشر موسمًا، مشاركًا في 191 مباراة سجل خلالها 39 هدفًا.

## روابط خارجية
- وليام وادل على موقع الاتحاد الإسكتلندي (الإنجليزية)
- وليام وادل على موقع قاعدة بيانات كرة القدم.إي يو (الإنجليزية)
- وليام وادل على موقع ناشيونال فوتبول تيمز (الإنجليزية)